# Xã Vernon, Quận Isabella, Michigan
Xã Vernon (tiếng Anh: Vernon Township) là một xã thuộc quận Isabella, tiểu bang Michigan, Hoa Kỳ. Năm 2010, dân số của xã này là 1.369 người.